# Léon Manière
Pour les articles homonymes, voir Manière.
Léon Manière, né le 19 février 1885 à Dijon et mort le 22 mai 1954 à Lagny, est un chef d'orchestre et compositeur français. 

## Biographie
Né dans une famille modeste, Léon Manière est attiré très jeune par la musique. Autodidacte, il quitte sa Bourgogne natale à 18 ans et monte à Paris. Afin de concilier sa vocation musicale avec la nécessité d’exercer un métier, il s’engage dans l’Armée en tant que soldat musicien.
En 1905 il entre au Conservatoire de Paris où il étudie l'harmonie sous la direction d'Emile Pessard et Georges Caussade, la fugue et le contrepoint sous celle de Paul Fauchey et la composition sous l'autorité de Paul Ladmirault.
En 1913, il accède à la fonction de chef de musique. Ses affectations successives à Caen puis au Havre, font de lui un Normand d’adoption : c’est à Caen qu’est créé son opéra Charlotte Corday ; au Havre il dirige l’Harmonie municipale à partir de 1931, présentant des concerts de grande qualité. En 1936, il prend la succession du compositeur Henri Woollett à la Schola cantorum de cette ville.
Les bombardements du Havre le conduisent à s’installer à Paris. Toujours actif il dirige la Musique municipale de Vincennes jusqu’à sa mort en 1954. 

## Œuvres
Sa production est abondante et diverse. En tant que chef de musique militaire, il écrit de nombreuses pièces pour le répertoire des harmonies et des fanfares. Djémilé, chant persan, fut fréquemment exécuté, notamment par la musique de la Garde républicaine.
Il met au point une Méthode de solfège en 150 leçons, méthode progressive qualifiée de « Czerny » des harmonies et fanfares.
Parmi son abondante production instrumentale, on distingue Les Voix du Crépuscule, prélude symphonique, qui obtient (avec la note maximale de 20 sur 20) le Premier Prix du Concours de la Fédération Musicale de France en 1933 sous la direction du compositeur Louis Aubert. Léon Manière obtiendra une nouvelle fois le Premier Prix de la Confédération musicale de France en 1949, toujours sous la direction de Louis Aubert, avec Danse Noble.
En 1947, les Concerts Lamoureux, sous la baguette d’Eugène Bigot, créent, à la Salle Pleyel — avec retransmission sur les ondes parisiennes — son Scherzo Romantique écrit, en 1939, sous le coup de l’émotion provoquée par le nouvel embrasement de la planète.
Le Psaume CXVIII, élaboré au long des sombres années de la Seconde Guerre Mondiale, est une vaste fresque musicale évoquant l’espoir de la délivrance et l’enthousiasme de la libération. Cet oratorio pour orchestre, orgue et chœurs, suscita de vifs éloges de la part du compositeur et critique musical Roland Manuel.
Dans le domaine lyrique, sa seule tentative achevée, Charlotte Corday, fut choisie pour célébrer le centenaire du Grand Théâtre de Caen. Sa création le 8 décembre 1937 y connut un très grand succès. La Presse, tant locale que parisienne, s’en est fait l’écho dans de nombreux articles.
Musicalement, Léon Manière se situe dans la descendance de Jules Massenet et de André Messager, tant par la fraîcheur de la mélodie que par la probité de l’écriture. Il excelle notamment dans l’ingénieuse conduite des modulations, pratiquant une harmonie subtile et souvent originale. 

### Pour orchestre, harmonies et fanfares
- Prélude de Charlotte Corday (prélude symphonique, pour le drame de M. Ch. Renard), 1929.
- Voix du Crépuscule (Les) (prélude symphonique). Premier prix au concours de la Fédération musicale de France de 1933. Composé en 1932.
- Chanson russe, pour instruments à vent, bois et piano conducteur, avant 1935.
- Fête des fleurs, pour harmonie et fanfare, avant 1935.
- Marche Parade, pour harmonie et fanfare, avant 1935.
- Noces d’Or (Les) (pièce descriptive), pour harmonie et fanfare, avant 1935.
- Rapsodie villageoise, pour harmonie et fanfare, avant 1935.
- Une Soirée à la Cour (pièce descriptive dans le genre ancien), pour harmonie et fanfare, avant 1935.
- Djémilé, chant persan, pour harmonie et fanfare, avant 1935.
- Danse Noble. 1er prix au concours de la Confédération musicale de France de 1949.
- Ma Belle France, suite brève, 1951.
- Petites images, réduction pour harmonie (cor, clarinette, harpe, basson, flûte, hautbois), 1953.
- Scherzo romantique, partition pour orchestre, 1939. 1re audition le 9 février 1947.

### Opéra
- Charlotte Corday, drame lyrique en trois actes, livret de Maurice-Charles Renard. Création en 1937[12].

### Musique religieuse
- 4 morceaux pour grand orgue
- Près de l’autel, 30 pièces pour orgue et harmonium, 1921.
- Ave Maria, pour chant, violon et orgue.
- Berceuse, pour orgue, 1932.
- Psaume CXVIII, partition pour orchestre avec orgue et chœurs, 1944.

### Compositions diverses
- Six chœurs (à trois voix égales). Primés en 1952, Diplôme d’Honneur avec les félicitations du jury (Association des Sociétés Chorales d’Alsace, affiliée à la Confédération musicale de France).
- Composition pour piano, avant fin 1935.
- Impromptu, pour quatuor de saxophones.
- Plainte de Jocelyn (La), pour violon solo.
- Sonatine, pour violon et piano, dédié à Madame Vinay Lecomte, 1927.
- Sonate en sol majeur, dédiée à Emile Damais, pour piano et violon, 1939.
- Pas léger, pour flûte, hautbois, clairon, cornet, trombone, batterie, quatuor et piano conducteur.